# シドニー国際
シドニー国際（シドニーこくさい、Sydney International）は、毎年1月の全豪オープン直前に行われていたテニストーナメント。会場はシドニー・オリンピック・パーク・テニスセンター。第1回大会は1885年に行われた。
時期的に、真夏の過酷な環境下での開催となる。2018年には40度を超える環境で試合が行われた。ATPカップの開催に伴い、2019年大会を最後に終了した。

## 歴代優勝者

### 男子シングルス
| 年            | 優勝者                           | 準優勝者                     | スコア                  |
| ------------- | -------------------------------- | ---------------------------- | ----------------------- |
| 1935年        | エイドリアン・クイスト           |                              |                         |
| 1936年        | ジャック・クロフォード           |                              |                         |
| 1937年        | ジョン・ブロムウィッチ           |                              |                         |
| 1938年        | ジョン・ブロムウィッチ           |                              |                         |
| 1939年        | ジョン・ブロムウィッチ           |                              |                         |
| 1940年        | ジョン・ブロムウィッチ           |                              |                         |
| 1945年        | ディニー・ペイルズ               |                              |                         |
| 1946年        | ジョン・ブロムウィッチ           |                              |                         |
| 1947年        | エイドリアン・クイスト           |                              |                         |
| 1948年        | ジョン・ブロムウィッチ           |                              |                         |
| 1949年        | ジョン・ブロムウィッチ           |                              |                         |
| 1950年        | アーサー・ラーセン               |                              |                         |
| 1951年        | ビック・セイシャス               |                              |                         |
| 1952年        | フランク・セッジマン             |                              |                         |
| 1953年        | ルー・ホード                     |                              |                         |
| 1954年        | レックス・ハートウィグ           |                              |                         |
| 1955年        | ルー・ホード                     |                              |                         |
| 1956年        | ケン・ローズウォール             |                              |                         |
| 1957年        | アシュレー・クーパー             |                              |                         |
| 1958年        | アシュレー・クーパー             |                              |                         |
| 1959年        | ニール・フレーザー               |                              |                         |
| 1960年        | ニール・フレーザー               |                              |                         |
| 1961年        | ロッド・レーバー                 |                              |                         |
| 1962年        | ニール・フレーザー               |                              |                         |
| 1963年        | デニス・ラルストン               |                              |                         |
| 1964年        | フレッド・ストール               |                              |                         |
| 1965年        | ジョン・ニューカム               |                              |                         |
| 1966年        | フレッド・ストール               |                              |                         |
| 1967年        | トニー・ローチ                   |                              |                         |
| 1969年        | トニー・ローチ                   |                              |                         |
| 1970年        | アーサー・アッシュ               |                              |                         |
| 1971年        | フィル・デント                   |                              |                         |
| 1972年        | アレックス・メトレベリ           |                              |                         |
| 1973年        | マルコム・アンダーソン           |                              |                         |
| 1974年1月     | ジェフ・マスターズ               |                              |                         |
| 1974年12月    | トニー・ローチ                   |                              |                         |
| 1975年        | ロス・ケース                     | ジョン・マークス             | 6-2, 6-1                |
| 1976年        | トニー・ローチ                   | ディック・ストックトン       | 6-3, 3-6, 6-3, 6-4      |
| 1977年        | ロスコー・タナー                 | ブライアン・ティーチャー     | 6-3, 3-6, 6-3, 6-7, 6-4 |
| 1978年        | ティム・ウィルキソン             | キム・ウォーウィック         | 6-3, 6-3, 6-7, 3-6, 6-2 |
| 1979年        | フィル・デント                   | ハンク・プフィスター         | 6-4, 6-4, 7-5           |
| 1980年        | フリッツ・ビューニング           | ブライアン・ティーチャー     | 6-3, 6-7, 7-6           |
| 1981年        | ティム・ウィルキソン             | クリス・ルイス               | 6-4, 7-6, 6-3           |
| 1982年        | ジョン・アレクサンダー           | ジョン・フィッツジェラルド   | 4-6, 7-6, 6-4           |
| 1983年        | ヨアキム・ニーストロム           | マイク・バウアー             | 2-6, 6-3, 6-1           |
| 1984年        | ジョン・フィッツジェラルド       | サミー・ジアマルバ           | 6-3, 6-3                |
| 1985年        | アンリ・ルコント                 | ケリー・エバーンデン         | 6-7, 6-2, 6-3           |
| 1986年        | 開催なし                         | 開催なし                     | 開催なし                |
| 1987年        | ミロスラフ・メチージュ           | ピーター・ドゥーハン         | 6-2, 6-4                |
| 1988年        | ジョン・フィッツジェラルド       | アンドレイ・チェスノコフ     | 6-3, 6-4                |
| 1989年        | アーロン・クリックステイン       | アンドレイ・チェルカソフ     | 6-4, 6-2                |
| 1990年        | ヤニック・ノア                   | カール＝ウーベ・シュテープ   | 5-7, 6-3, 6-4           |
| 1991年        | ギー・フォルジェ                 | ミヒャエル・シュティヒ       | 6-3, 6-4                |
| 1992年        | エミリオ・サンチェス             | ギー・フォルジェ             | 6-3, 6-4                |
| 1993年        | ピート・サンプラス               | トーマス・ムスター           | 7-6, 6-1                |
| 1994年        | ピート・サンプラス               | イワン・レンドル             | 7-6, 6-4                |
| 1995年        | パトリック・マッケンロー         | リチャード・フロムバーグ     | 6-2, 7-6                |
| 1996年        | トッド・マーティン               | ゴラン・イワニセビッチ       | 5-7, 6-3, 6-4           |
| 1997年        | ティム・ヘンマン                 | カルロス・モヤ               | 6-3, 6-1                |
| 1998年        | カロル・クチェラ                 | ティム・ヘンマン             | 7-5, 6-4                |
| 1999年        | トッド・マーティン               | アレックス・コレチャ         | 6-3, 7-6                |
| 2000年        | レイトン・ヒューイット           | ジェイソン・ストルテンバーグ | 6-4, 6-0                |
| 2001年        | レイトン・ヒューイット           | マグヌス・ノーマン           | 6-4, 6-1                |
| 2002年        | ロジャー・フェデラー             | フアン・イグナシオ・チェラ   | 6-3, 6-3                |
| 2003年        | 李亨澤                           | フアン・カルロス・フェレーロ | 4-6, 7-6, 7-6           |
| 2004年        | レイトン・ヒューイット           | カルロス・モヤ               | 4-3 （途中棄権）        |
| 2005年        | レイトン・ヒューイット           | イボ・ミナール               | 7-5, 6-0                |
| 2006年        | ジェームズ・ブレーク             | イーゴリ・アンドレエフ       | 6-2, 3-6, 7-6           |
| 2007年        | ジェームズ・ブレーク             | カルロス・モヤ               | 6-3, 5-7, 6-1           |
| 2008年        | ドミトリー・トゥルスノフ         | クリス・グッチョーネ         | 7-6, 7-6                |
| 2009年        | ダビド・ナルバンディアン         | ヤルコ・ニエミネン           | 6-3, 6-7, 6-2           |
| 2010年        | マルコス・バグダティス           | リシャール・ガスケ           | 6-4, 7-6(2)             |
| 2011年        | ジル・シモン                     | ビクトル・トロイツキ         | 7–5, 7–6(4)             |
| 2012年        | ヤルコ・ニエミネン               | ジュリアン・ベネトー         | 6–2, 7–5                |
| 2013年        | バーナード・トミック             | ケビン・アンダーソン         | 6–3, 6–7(2), 6–3        |
| 2014年        | フアン・マルティン・デル・ポトロ | バーナード・トミック         | 6-3, 6-1                |
| 2015年        | ビクトル・トロイツキ             | ミハイル・ククシュキン       | 6–2, 6–3                |
| 2016年        | ビクトル・トロイツキ             | グリゴール・ディミトロフ     | 2-6, 6-1, 7-6(7)        |
| 2017年        | ジレ・ミュラー                   | ダニエル・エバンス           | 7–6(5), 6–2             |
| 2018年        | ダニール・メドベージェフ         | アレックス・デミノー         | 1–6, 6–4, 7–5           |
| 2019年        | アレックス・デミノー             | アンドレアス・セッピ         | 7-5, 7-6(5)             |
| 2020年 2021年 | 開催なし                         | 開催なし                     | 開催なし                |
| 2022年        | アスラン・カラツェフ             | アンディ・マレー             | 6-3, 6-3                |

### 男子ダブルス
1987年以後
| 年     | 優勝者                                              | 準優勝者                                        | スコア            |
| ------ | --------------------------------------------------- | ----------------------------------------------- | ----------------- |
| 1987年 | ブラッド・ドルウェット マーク・エドモンドソン       | ピーター・ドゥーハン ローリー・ウォーダー       | 6-4, 4-6, 6-2     |
| 1988年 | ダレン・カーヒル マーク・クラッツマン               | ジョーイ・リブ バド・シュルツ                   | 7-6, 6-4          |
| 1989年 | ダレン・カーヒル ウォリー・マスー                   | ピーター・アルドリッチ ダニー・ヴィッサー       | 6-4, 6-3          |
| 1990年 | パット・キャッシュ マーク・クラッツマン             | ピーター・アルドリッチ ダニー・ヴィッサー       | 6-4, 7-5          |
| 1991年 | スコット・デービス デビッド・ペイト                 | ダレン・カーヒル マーク・クラッツマン           | 3-6, 6-3, 6-2     |
| 1992年 | セルヒオ・カサル エミリオ・サンチェス               | スコット・デービス ケリー・ジョーンズ           | 3-6, 6-1, 6-4     |
| 1993年 | ジェイソン・ストルテンバーグ サンドン・ストール     | ルーク・ジェンセン マーフィー・ジェンセン       | 6-3, 6-4          |
| 1994年 | ダレン・カーヒル サンドン・ストール                 | マーク・クラッツマン ローリー・ウォーダー       | 6-1, 7-6          |
| 1995年 | トッド・ウッドブリッジ マーク・ウッドフォード       | トレバー・クロネマン サンドン・ストール         | 7-6, 6-4          |
| 1996年 | エリス・フェレイラ ヤン・シーメリンク               | パトリック・マッケンロー サンドン・ストール     | 5-7, 6-4, 6-1     |
| 1997年 | ルイス・ロボ ハビエル・サンチェス                   | ポール・ハーフース ヤン・シーメリンク           | 6-4, 6-7, 6-3     |
| 1998年 | トッド・ウッドブリッジ マーク・ウッドフォード       | ヤッコ・エルティン ダニエル・ネスター           | 6-3, 7-5          |
| 1999年 | セバスチャン・ラルー ダニエル・ネスター             | パトリック・ガルブレイス ポール・ハーフース     | 6–3, 6–4          |
| 2000年 | トッド・ウッドブリッジ マーク・ウッドフォード       | レイトン・ヒューイット サンドン・ストール       | 6-4, 6-2          |
| 2001年 | ダニエル・ネスター サンドン・ストール               | ヨナス・ビョルクマン トッド・ウッドブリッジ     | 2–6, 7–6(4), 7–6  |
| 2002年 | ドナルド・ジョンソン マルティン・ダム               | ジョシュア・イーグル サンドン・ストール         | 6-4, 6-4          |
| 2003年 | ポール・ハンリー ネイサン・ヒーリー                 | マヘシュ・ブパシ ジョシュア・イーグル           | 7-6, 6-4          |
| 2004年 | ヨナス・ビョルクマン トッド・ウッドブリッジ         | ボブ・ブライアン マイク・ブライアン             | 7-6, 7-5          |
| 2005年 | マヘシュ・ブパシ トッド・ウッドブリッジ             | アルノー・クレマン ミカエル・ロドラ             | 6-3, 6-3          |
| 2006年 | ファブリス・サントロ ネナド・ジモニッチ             | フランティセク・チェルマク レオシュ・フリエドル | 6-1, 6-4          |
| 2007年 | ポール・ハンリー ケビン・ウリエット                 | マーク・ノールズ ダニエル・ネスター             | 6-2, 6-3          |
| 2008年 | リシャール・ガスケ ジョー＝ウィルフリード・ツォンガ | ボブ・ブライアン マイク・ブライアン             | 4-6, 6-4, 11-9    |
| 2009年 | ボブ・ブライアン マイク・ブライアン                 | ダニエル・ネスター ネナド・ジモニッチ           | 6-1, 7-6          |
| 2010年 | ダニエル・ネスター ネナド・ジモニッチ               | ロス・ハッチンス ジョーダン・カー               | 6-3, 7-6(5)       |
| 2011年 | ルーカス・ドロウヒー リーンダー・パエス             | ボブ・ブライアン マイク・ブライアン             | 6-76, 6-3, [10-5] |
| 2012年 | ボブ・ブライアン マイク・ブライアン                 | マシュー・エブデン ヤルコ・ニエミネン           | 6-1, 6-4          |
| 2013年 | ボブ・ブライアン マイク・ブライアン                 | マックス・ミルヌイ ホリア・テカウ               | 6-4, 6-4          |
| 2014年 | ダニエル・ネスター ネナド・ジモニッチ               | ロハン・ボパンナ アイサム＝ウル＝ハク・クレシ   | 7–6(3), 7–6(3)    |
| 2015年 | ロハン・ボパンナ ダニエル・ネスター                 | ジャン＝ジュリアン・ロイヤー ホリア・テカウ     | 6–4, 7–6(5)       |
| 2016年 | ジェイミー・マリー ブルーノ・ソアレス               | ロハン・ボパンナ フロリン・メルジェ             | 6-3, 7-6(6)       |
| 2017年 | ヴェスレイ・コールホフ マトウェー・ミッデルコープ   | ジェイミー・マリー ブルーノ・ソアレス           | 6–3, 7–5          |
| 2018年 | ルカシュ・クボット マルセロ・メロ                   | ヤン＝レナルト・シュトルフ ビクトル・トロイツキ | 6–3, 6–4          |
| 2019年 | ジェイミー・マリー ブルーノ・ソアレス               | フアン・セバスティアン・カバル ロベルト・ファラ | 6–4, 6–3          |

### 女子シングルス
| 年         | 優勝者                           | 準優勝者                         | スコア           |
| ---------- | -------------------------------- | -------------------------------- | ---------------- |
| 1935年     | テルマ・コイン                   |                                  |                  |
| 1936年     | ナンシー・ウィン                 |                                  |                  |
| 1937年     | ナンシー・ウィン                 |                                  |                  |
| 1938年     | テルマ・コイン                   |                                  |                  |
| 1939年     | ナンシー・ウィン                 |                                  |                  |
| 1940年     | テルマ・コイン                   |                                  |                  |
| 1945年     | ナンシー・ウィン・ボルトン       |                                  |                  |
| 1946年     | ナンシー・ウィン・ボルトン       |                                  |                  |
| 1947年     | ナンシー・ウィン・ボルトン       |                                  |                  |
| 1948年     | ドリス・ハート                   |                                  |                  |
| 1949年     | ジョイス・フィッチ               |                                  |                  |
| 1950年     | ナンシー・ウィン・ボルトン       |                                  |                  |
| 1951年     | テルマ・コイン・ロング           |                                  |                  |
| 1952年     | モーリーン・コノリー             |                                  |                  |
| 1953年     | テルマ・コイン・ロング           |                                  |                  |
| 1954年     | ベリル・ペンローズ               |                                  |                  |
| 1955年     | メアリー・ベヴィス・ホートン     |                                  |                  |
| 1956年     | アリシア・ギブソン               |                                  |                  |
| 1957年     | ロレイン・コグラン               |                                  |                  |
| 1958年     | レネ・シュールマン               |                                  |                  |
| 1959年     | ジャン・レヘイン                 |                                  |                  |
| 1960年     | ジャン・レヘイン                 |                                  |                  |
| 1961年     | マーガレット・スミス             |                                  |                  |
| 1962年     | マーガレット・スミス             |                                  |                  |
| 1963年     | マーガレット・スミス             |                                  |                  |
| 1964年     | マーガレット・スミス             |                                  |                  |
| 1965年     | マーガレット・スミス             |                                  |                  |
| 1966年     | レスリー・ターナー               |                                  |                  |
| 1967年     | ジュディ・テガート               |                                  |                  |
| 1969年     | マーガレット・スミス・コート     |                                  |                  |
| 1970年     | マーガレット・スミス・コート     |                                  |                  |
| 1971年     | マーガレット・スミス・コート     |                                  |                  |
| 1972年     | イボンヌ・グーラゴング           |                                  |                  |
| 1973年     | マーガレット・スミス・コート     |                                  |                  |
| 1974年1月  | カレン・クランツケ               |                                  |                  |
| 1974年12月 | イボンヌ・グーラゴング           |                                  |                  |
| 1975年     | イボンヌ・グーラゴング           |                                  |                  |
| 1976年     | ケリー・レイド                   |                                  |                  |
| 1977年     | イボンヌ・グーラゴング           |                                  |                  |
| 1978年     | ダイアン・フロムホルツ           |                                  |                  |
| 1979年     | ハナ・マンドリコワ               |                                  |                  |
| 1980年     | ウェンディ・ターンブル           | パム・シュライバー               | 3-6, 6-4, 7-6    |
| 1981年     | クリス・エバート・ロイド         | マルチナ・ナブラチロワ           | 6-4, 2-6, 6-1    |
| 1982年     | マルチナ・ナブラチロワ           | イボンヌ・グーラゴング・コーリー | 6-0, 3-6, 6-1    |
| 1983年     | ジョー・デュリー                 | キャシー・ジョーダン             | 6-3, 7-5         |
| 1984年     | マルチナ・ナブラチロワ           | アン・ヘンリクソン               | 6-1, 6-1         |
| 1985年     | マルチナ・ナブラチロワ           | ハナ・マンドリコワ               | 3-6, 6-1, 6-2    |
| 1986年     | 開催なし                         | 開催なし                         | 開催なし         |
| 1987年     | ジーナ・ガリソン                 | パム・シュライバー               | 6-2, 6-4         |
| 1988年     | パム・シュライバー               | ヘレナ・スコバ                   | 6-2, 6-3         |
| 1989年     | マルチナ・ナブラチロワ           | カタリナ・リンドクイスト         | 6-2, 6-4         |
| 1990年     | ナターシャ・ズベレワ             | バルバラ・パウルス               | 4-6, 6-1, 6-3    |
| 1991年     | ヤナ・ノボトナ                   | アランチャ・サンチェス・ビカリオ | 6-4, 6-2         |
| 1992年     | ガブリエラ・サバティーニ         | アランチャ・サンチェス・ビカリオ | 6-1, 6-1         |
| 1993年     | ジェニファー・カプリアティ       | アンケ・フーバー                 | 6-1, 6-4         |
| 1994年     | 伊達公子                         | メアリー・ジョー・フェルナンデス | 6-4, 6-2         |
| 1995年     | ガブリエラ・サバティーニ         | リンゼイ・ダベンポート           | 6-3, 6-4         |
| 1996年     | モニカ・セレシュ                 | リンゼイ・ダベンポート           | 4-6, 7-6, 6-3    |
| 1997年     | マルチナ・ヒンギス               | ジェニファー・カプリアティ       | 6-1, 5-7, 6-1    |
| 1998年     | アランチャ・サンチェス・ビカリオ | ビーナス・ウィリアムズ           | 6-1, 6-3         |
| 1999年     | リンゼイ・ダベンポート           | マルチナ・ヒンギス               | 6-4, 6-3         |
| 2000年     | アメリ・モレスモ                 | リンゼイ・ダベンポート           | 7-6, 6-4         |
| 2001年     | マルチナ・ヒンギス               | リンゼイ・ダベンポート           | 6-3, 4-6, 7-5    |
| 2002年     | マルチナ・ヒンギス               | メガン・ショーネシー             | 6-2, 6-3         |
| 2003年     | キム・クライシュテルス           | リンゼイ・ダベンポート           | 6-4, 6-3         |
| 2004年     | ジュスティーヌ・エナン＝アーデン | アメリ・モレスモ                 | 6-4, 6-4         |
| 2005年     | アリシア・モリク                 | サマンサ・ストーサー             | 6-7, 6-4, 7-5    |
| 2006年     | ジュスティーヌ・エナン＝アーデン | フランチェスカ・スキアボーネ     | 4-6, 7-5, 7-5    |
| 2007年     | キム・クライシュテルス           | エレナ・ヤンコビッチ             | 4-6, 7-6, 6-4    |
| 2008年     | ジュスティーヌ・エナン           | スベトラーナ・クズネツォワ       | 4-6, 6-2, 6-4    |
| 2009年     | エレーナ・デメンチェワ           | ディナラ・サフィナ               | 6-3, 2-6, 6-1    |
| 2010年     | エレーナ・デメンチェワ           | セリーナ・ウィリアムズ           | 6–3, 6–2         |
| 2011年     | 李娜                             | キム・クライシュテルス           | 7–6(3), 6–3      |
| 2012年     | ビクトリア・アザレンカ           | 李娜                             | 6–2, 1–6, 6–3    |
| 2013年     | アグニエシュカ・ラドワンスカ     | ドミニカ・チブルコバ             | 6–0, 6–0         |
| 2014年     | ツベタナ・ピロンコバ             | アンゲリク・ケルバー             | 6–4, 6–4         |
| 2015年     | ペトラ・クビトバ                 | カロリナ・プリスコバ             | 7–6(5), 7–6(6)   |
| 2016年     | スベトラーナ・クズネツォワ       | モニカ・プイグ                   | 6–0, 6–2         |
| 2017年     | ジョアンナ・コンタ               | アグニエシュカ・ラドワンスカ     | 6–4, 6–2         |
| 2018年     | アンゲリク・ケルバー             | アシュリー・バーティ             | 6–4, 6–4         |
| 2019年     | ペトラ・クビトバ                 | アシュリー・バーティ             | 1–6, 7–5, 7–6(3) |

### 女子ダブルス
1987年以後
| 年     | 優勝者                                                  | 準優勝者                                                  | スコア            |
| ------ | ------------------------------------------------------- | --------------------------------------------------------- | ----------------- |
| 1987年 | ベッツィ・ナゲルセン エリザベス・スマイリー             | ジェニー・バーン ジャニーン・トンプソン                   | 6-7, 7-5, 6-1     |
| 1988年 | アン・ヘンリクソン Christiane Jolissaint                | クラウディア・コーデ＝キルシュ ヘレナ・スコバ             | 7-6, 4-6, 6-3     |
| 1989年 | マルチナ・ナブラチロワ パム・シュライバー               | エリザベス・スマイリー ウェンディ・ターンブル             | 6-3, 6-3          |
| 1990年 | ヤナ・ノボトナ ヘレナ・スコバ                           | ラリサ・ネーランド ナターシャ・ズベレワ                   | 6-3, 7-5          |
| 1991年 | アランチャ・サンチェス・ビカリオ ヘレナ・スコバ         | ジジ・フェルナンデス ヤナ・ノボトナ                       | 6-1, 6-4          |
| 1992年 | アランチャ・サンチェス・ビカリオ ヘレナ・スコバ         | メアリー・ジョー・フェルナンデス ジーナ・ガリソン         | 7-6, 6-7, 6-2     |
| 1993年 | パム・シュライバー エリザベス・スマイリー               | ロリ・マクニール レネ・スタブス                           | 7-6, 6-2          |
| 1994年 | パティ・フェンディック メレディス・マグラス             | ヤナ・ノボトナ アランチャ・サンチェス・ビカリオ           | 6-2, 6-3          |
| 1995年 | リンゼイ・ダベンポート ヤナ・ノボトナ                   | パティ・フェンディック メアリー・ジョー・フェルナンデス   | 7-5, 2-6, 6-4     |
| 1996年 | リンゼイ・ダベンポート メアリー・ジョー・フェルナンデス | ロリ・マクニール ヘレナ・スコバ                           | 6-3, 6-3          |
| 1997年 | ジジ・フェルナンデス アランチャ・サンチェス・ビカリオ   | リンゼイ・ダベンポート ナターシャ・ズベレワ               | 6-3, 6-1          |
| 1998年 | マルチナ・ヒンギス ヘレナ・スコバ                       | カトリナ・アダムズ メレディス・マグラス                   | 6-1, 6-2          |
| 1999年 | エレーナ・リホフツェワ 杉山愛                           | メアリー・ジョー・フェルナンデス アンケ・フーバー         | 6-3, 2-6, 6-0     |
| 2000年 | ジュリー・アラール＝デキュジス 杉山愛                   | マルチナ・ヒンギス マリー・ピエルス                       | 6-0, 6-3          |
| 2001年 | アンナ・クルニコワ バルバラ・シェット                   | リサ・レイモンド レネ・スタブス                           | 6-2, 7-5          |
| 2002年 | リサ・レイモンド レネ・スタブス                         | マルチナ・ヒンギス アンナ・クルニコワ                     | 不戦勝            |
| 2003年 | キム・クライシュテルス 杉山愛                           | コンチタ・マルティネス レネ・スタブス                     | 6-3, 6-3          |
| 2004年 | カーラ・ブラック レネ・スタブス                         | ディナラ・サフィナ メガン・ショーネシー                   | 7-5, 3-6, 6-4     |
| 2005年 | ブリアン・スチュアート サマンサ・ストーサー             | エレーナ・デメンチェワ 杉山愛                             | 不戦勝            |
| 2006年 | コリーナ・モラリュー レネ・スタブス                     | ビルヒニア・ルアノ・パスクアル パオラ・スアレス           | 6-3, 5-7, 6-2     |
| 2007年 | アンナ＝レナ・グローネフェルト メガン・ショーネシー     | マリオン・バルトリ メイレン・ツー                         | 6-3, 3-6, 7-6     |
| 2008年 | 鄭潔 晏紫                                               | タチアナ・ペレビニス タチアナ・ポウチェク                 | 6-4, 7-6          |
| 2009年 | 謝淑薇 彭帥                                             | ナタリー・ドシー ケーシー・デラクア                       | 6-0, 6-1          |
| 2010年 | カーラ・ブラック リーゼル・フーバー                     | タチアナ・ガルビン ナディア・ペトロワ                     | 6-1, 3-6, 10-3    |
| 2011年 | イベタ・ベネソバ バルボラ・ザフラボバ・ストリコバ       | クベタ・ペシュケ カタリナ・スレボトニク                   | 4–6, 6–4, [10–7]  |
| 2012年 | クベタ・ペシュケ カタリナ・スレボトニク                 | リーゼル・フーバー リサ・レイモンド                       | 6-1, 4-6, [13-11] |
| 2013年 | ナディア・ペトロワ カタリナ・スレボトニク               | サラ・エラニ ロベルタ・ビンチ                             | 6-3, 6-4          |
| 2014年 | ティメア・バボシュ ルーシー・サファロバ                 | サラ・エラニ ロベルタ・ビンチ                             | 7–5, 3–6, [10–7]  |
| 2015年 | ベサニー・マテック＝サンズ サニア・ミルザ               | ラケル・コップス＝ジョーンズ アビゲイル・スピアーズ       | 6–3, 6–3          |
| 2016年 | マルチナ・ヒンギス サニア・ミルザ                       | キャロリン・ガルシア クリスティナ・ムラデノビッチ         | 1–6, 7–5, [10–5]  |
| 2017年 | ティメア・バボシュ アナスタシア・パブリュチェンコワ     | サニア・ミルザ バルボラ・ストリコバ                       | 6–4, 6–4          |
| 2018年 | ガブリエラ・ダブロウスキー 徐一幡                       | レティシア・チャン アンドレア・セスティニ・フラバーチコバ | 6–3, 6–1          |
| 2019年 | アレクサンドラ・クルニッチ カテリナ・シニアコバ         | 穂積絵莉 アリシア・ロソルスカ                             | 6–1, 7–6(3)       |